# Ectatomma ruidum
Ectatomma ruidum är en myrart som först beskrevs av Julius Roger 1860.  Ectatomma ruidum ingår i släktet Ectatomma och familjen myror. Inga underarter finns listade i Catalogue of Life.

## Bildgalleri

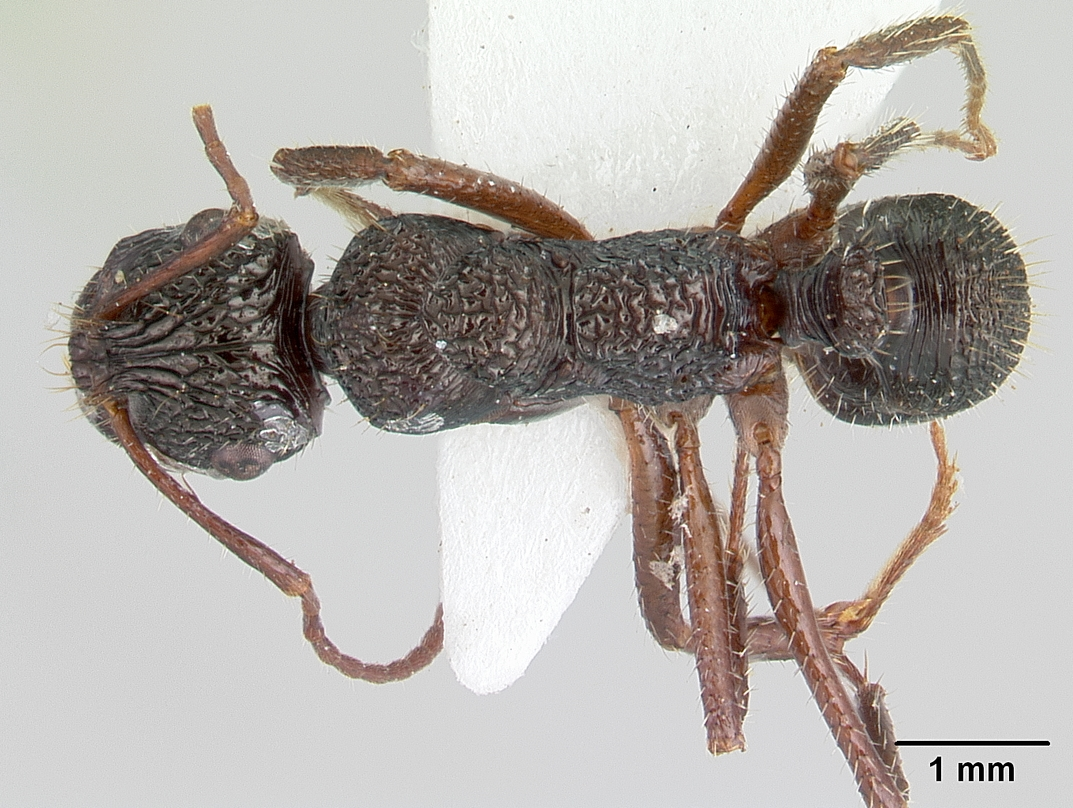
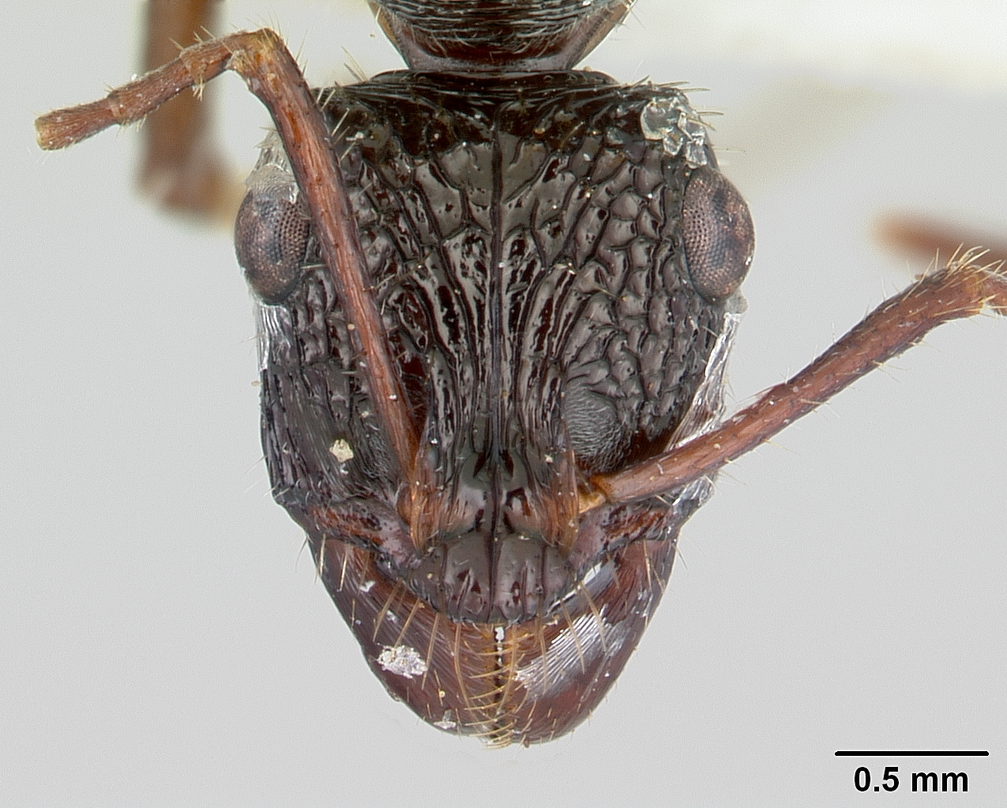
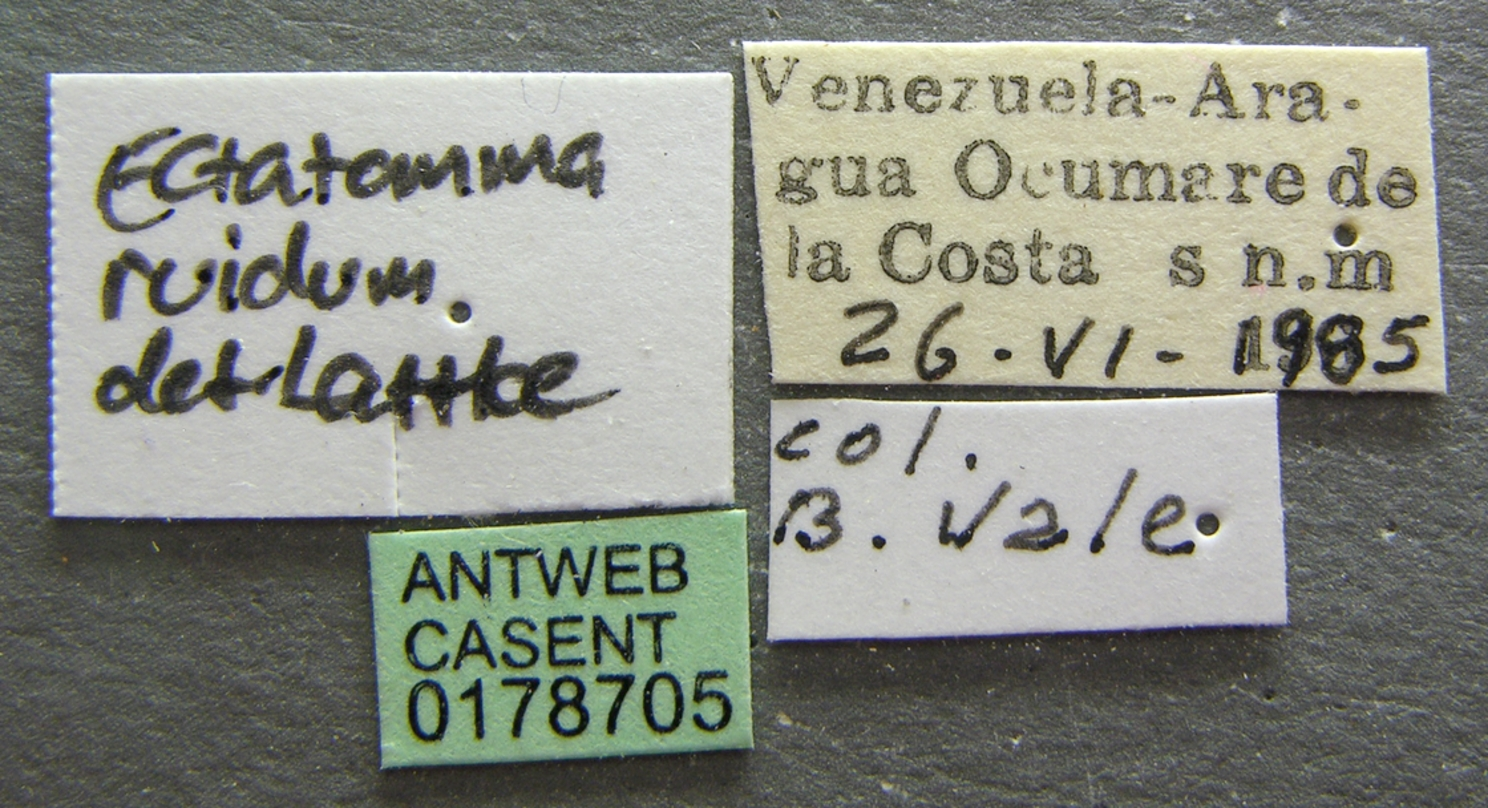
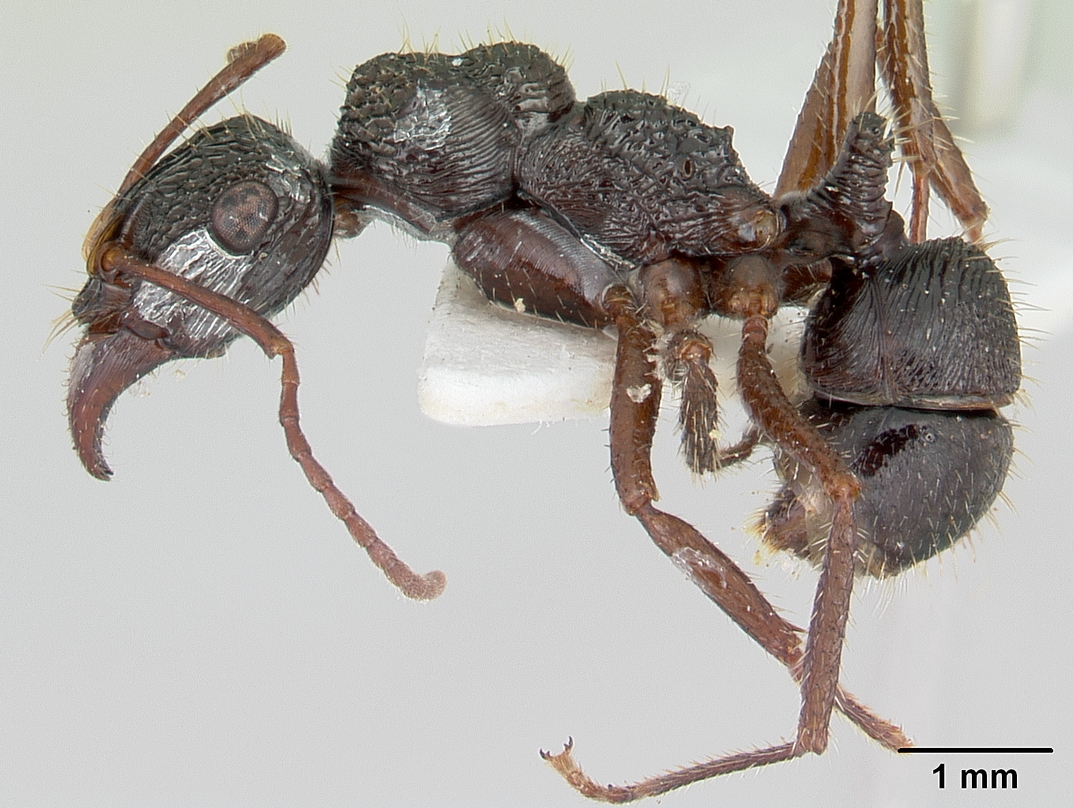